# Gonatocerus bicolor
Gonatocerus bicolor är en stekelart som beskrevs av Girault 1913. Gonatocerus bicolor ingår i släktet Gonatocerus och familjen dvärgsteklar. Inga underarter finns listade i Catalogue of Life.